# Eugene B. Fluckey
Eugene Bennett Fluckey (5 de octubre de 1913, 28 de junio de 2007), apodado "Lucky Fluckey" (Fluckey el afortunado), fue un contralmirante de la Armada de los Estados Unidos que recibió la Medalla de Honor y cuatro Cruces de la Armada por su servicio como comandante de submarino durante la Segunda Guerra Mundial.

## Juventud
Fluckey nació en Washington, D. C. el 5 de octubre de 1913. Se graduó en la Western High School de Washington a los 15 años.  Era demasiado joven para asistir a la universidad, y por eso su padre lo envió a la Academia Mercersburg en Mercersburg, Pensilvania. También era un Boy Scout, alcanzando el rango de Eagle Scout. Se preparó para la Academia Naval mientras un estudiante de Columbian Preparatory School en Washington.  Ingresó en la Academia Naval de los Estados Unidos el 13 de junio de 1931.  Se graduó y fue nombrado ensign (alférez de fragata) el 6 de junio de 1935.

## Carrera naval
Las misiones iniciales de Fluckey con la Armada fueron a bordo del acorazado USS Nevada (BB-36), y en mayo de 1936 se trasladó al destructor USS McCormick (DD-223). En junio de 1938, se presentó para recibir instrucción en la Naval Submarine School, New London, Connecticut.  Al finalizar este curso en diciembre, sirvió en el submarino USS S-42 (SS-153). En junio de 1941, Fluckey se destinó al submarino USS Bonita (SS-165).

### Segunda Guerra Mundial
Fluckey completó cinco patrullas de guerra en el Bonita. En junio de 1942, regresó a Annapolis para recibir instrucción de posgrado en ingeniería naval.  En diciembre de 1943, asistió a la Prospective Commanding Officers’ School (escuela de comandantes futuros) en la Base de Submarinos New London hasta enero de 1944, tras lo cual se presentó ante el Comandante de la Fuerza Submarina de la Flota del Pacífico.  Después de una patrulla de guerra como el propuesto comandante del submarino USS Barb (SS-220), fue nombrado el séptimo comandante del navío en enero de 1944 (una comandancia que duró hasta el fin de la guerra). Fluckey se consagró como uno de los mejores capitanes de submarinos, acumulando la mayor cantidad de tonelaje hundido por un comandante naval estadounidense durante la Segunda Guerra Mundial: 17 barcos, incluso un portaaviones, un crucero y una fragata.
En uno de los incidentes más extraordinarios de la guerra, Fluckey envió un destacamento de desembarco hacia la orilla para poner cargas de demolición en una línea ferroviaria costera, destruyendo un tren de 16 vagones. Este fue el único aterrizaje de las fuerzas militares estadounidenses en las islas principales japonesas durante la Segunda Guerra Mundial. Fluckey ordenó que el destacamento consistiera en tripulantes de todas las divisiones del submarino. "Eligió un equipo de ocho hombres no casados para volar el tren", dijo el capitán Max Duncan, quien servía en el puesto de oficial torpedero a bordo del Barb en aquella época. "También quería ex Boy Scouts porque pensó que podrían encontrar el camino de regreso. Estaban remando de vuelta al navío cuando el tren explotó". Los tripulantes seleccionados fueron Paul Saunders, William Hatfield, Francis Sever, Lawrence Newland, Edward Klinglesmith, James Richard, John Markuson y William Walker. El circuito que detonó el explosivo fue completado por medio de un microinterruptor que Hatfield puso bajo un riel. 
Fluckey recibió cuatro Cruces de la Armada por su extraordinario heroísmo durante las VIII, IX, X y XII patrullas de guerra del Barb. Durante su famosa undécima patrulla, continuó revolucionando la guerra submarina, inventando el ataque de convoy nocturno desde la popa mientras navegaba escondido en la línea de escolta en un flanco.  Atacó dos convoyes fondeados a 42 km dentro de la curva de 37 m en la costa de China, hundiendo un total de más de 30 barcos. Perseguido por dos fragatas, el Barb estableció un récord mundial de velocidad para un submarino al alcanzar 44 km/h usando una sobrecarga del 150 %. Por su destacada caballerosidad e intrepidez, Fluckey recibió la Medalla de Honor. El Barb recibió la Mención de Unidad Presidencial por la octava a la undécima patrulla y la Mención de la Unidad de la Marina por la duodécima.

### Posguerra
En agosto de 1945, se ordenó a Fluckey que se dirigiera a Groton, Connecticut, para equipar durante el siguiente mes al USS Dogfish (SS-350) y tomar el mando de este submarino al finalizar su construcción.  Sin embargo, después de botar el Dogfish, Fluckey fue trasladado en noviembre a la Oficina del Secretario de la Marina para trabajar directamente a las órdenes de James V. Forrestal en los planes para la unificación de las Fuerzas Armadas. De allí pasó a la División de Planes de Guerra.  En noviembre de 1945, fue seleccionado por el almirante de flota Chester W. Nimitz, el entrante Jefe de Operaciones Navales, como su asistente personal. El 9 de junio de 1947, regresó a los submarinos, y asumió el mando del USS Halfbeak (SS-352) (el segundo submarino que se convirtió en un submarino de ataque de alta velocidad tipo GUPPY con snorkel) hasta mayo de 1948 cuando se le ordenó al personal del Comandante de la Fuerza Submarina de la Flota Atlántica para establecer la Fuerza de Reserva Naval Submarina, un puesto que mantendría hasta julio de 1950.
En agosto de 1950, fue nombrado asistente del almirante James Fife, Jr. Desde agosto de 1950 hasta julio de 1953, ejerció de agregado naval y del aire de los EE. UU. en Portugal. El gobierno portugués, por su distinguido servicio, lo condecoró con la Medalha de Mérito Militar, la primera vez que esta condecoración se otorgó a un agregado extranjero. Fue comandante de la División 52 de Submarinos y del Escuadrón 2 de Submarinos desde agosto de 1953 hasta junio de 1954. En junio de este año, tomó el mando del submarino USS Sperry (AS-12) hasta julio de 1955. Fluckey comandó la Flotilla 7 de Submarinos (actualmente Grupo 7) desde el 14 de octubre de 1955 hasta el 14 de enero de 1956. Luego, regresó a la Academia Naval para asumir la dirección del Departamento de Ingeniería Eléctrica.
Su selección para el rango de contralmirante fue aprobada por el presidente Dwight D. Eisenhower en julio de 1960, y en octubre asumió el puesto de Comandante del Grupo Anfibio 4.  En noviembre de 1961, fue nombrado el director de la Oficina de Inspección y Reonocimiento en Washington D. C. Era ComSubPac (Comandante de la Fuerza Submarina, Flota del Pacífico) desde junio de 1964 hasta junio de 1966.  En julio de 1966, fue nombrado Director de Inteligencia Naval.  Dos años más tarde, se convirtió en Jefe del Grupo Asesor de Asistencia Militar, Portugal.
Fluckey se jubiló del servicio activo con el rango de contralmirante en 1972.

## Retiro y fallecimiento

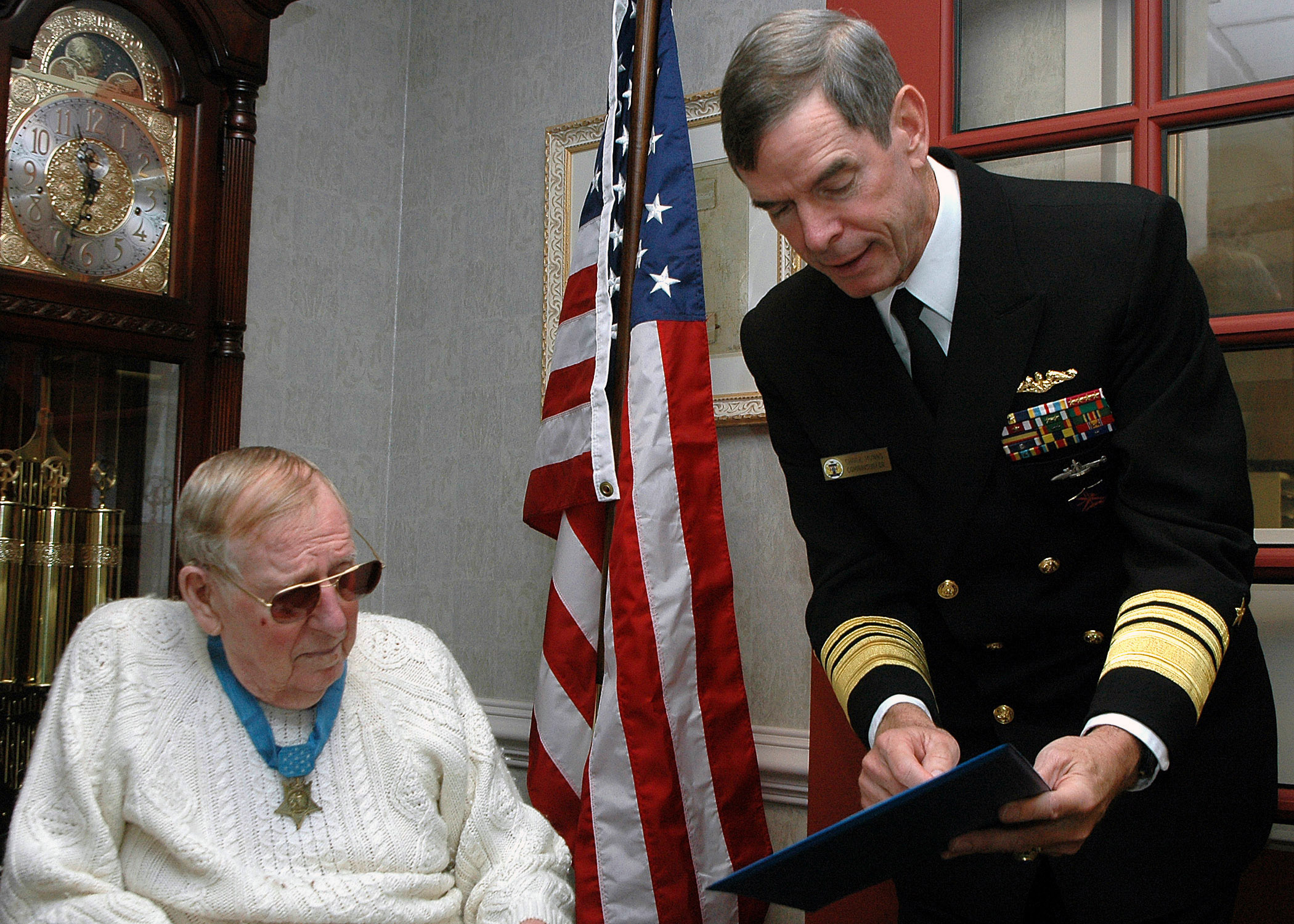
Fluckey (sentado) durante una visita del Vicealmirante Charles Munns en 2006.

Después de retirarse de la Marina en 1972, Fluckey y su esposa Marjorie asumierion la dirección de un orfanato en Portugal en 1974. Marjorie falleció en 1979, después de 42 años de matrimonio. Fluckey se casó con su segunda esposa, Margaret, en 1980, y juntos continuaban dirigiendo el orfanato hasta que cerró en 1982. Tuvo una hija: Barbara.
Su libro, Thunder Below!, publicado en 1992, describe las hazañas de su amado navío Barb. "Aunque el recuento muestra más proyectiles, bombas y cargas de profundidad lanzadas contra el Barb, nadie recibió el Corazón Púrpura por ello y el Barb regresó vivo, ansioso y listo para luchar nuevamente".
Fluckey falleció a los 93 años de complicaciones de Alzheimer en el Centro Médico Anne Arundel en Annapolis, Maryland, el 28 de junio de 2007. Está enterrado en el Cementerio de la Academia Naval de los Estados Unidos. 

### Mención para la Medalla de Honor
Por su conspicua gallardía e intrepidez a riesgo de su vida más allá del cumplimiento del deber como comandante del U.S.S. Barb durante su undécima patrulla de guerra a lo largo de la costa oriental de China desde el 19 de diciembre de 1944 hasta el 15 de febrero de 1945.  Después de hundir un gran buque de municiones enemigo y dañar tonelaje adicional durante una larga batalla nocturna de 2 horas el 8 de enero, el Comandante Fluckey, en una hazaña excepcional de deducción brillante y seguimiento audaz el 25 de enero, localizó una concentración de más de 30 barcos enemigos en las afueras al sur de Nankuan Chiang (puerto de Mamkwan). Plenamente consciente de que una retirada segura requeriría navegar una hora a toda velocidad a través de aguas inexploradas, minadas y obstruidas por rocas, ordenó valientemente: "En orden de batalla - ¡torpedos!" En una atrevida penetración de la formidable línea protectora del enemigo, y navegando con un calado de 9 m, lanzó los últimos torpedos delanteros del Barb a una distancia de 2,7 km. Aplicando con rapidez los tubos traseros del barco, lanzó 4 torpedos más hacia el enemigo, obteniendo 8 impactos directos en 6 de los objetivos principales para hacer explotar una gran nave de municiones y causar un daño inestimable con el resultado de proyectiles volando y otra pirotecnia. Saliendo del área de peligro a alta velocidad, llevó al Barb a un lugar seguro, y 4 días después hundió un gran carguero japonés para completar un heroico récord de combate, que refleja el mayor crédito para el Comandante Fluckey, sus valientes oficiales y marineros, y el Servicio Naval de los EE. UU.